# Смілка Гельманна
Смілка Гельманна, ушанка гранітна як Otites hellmannii й ушанка кримська як Otites krymensis (Silene hellmannii) — вид рослин з родини гвоздикових (Caryophyllaceae). Поширений на півдні Східної Європи та в Центральній Азії. Вид занесений до Європейського Червоного списку.

## Опис
Дворічник чи багаторічник 20–60 см заввишки. Чашечка 3–7 мм завдовжки. Листки лопаткоподібні. 
Цвітіння відбувається в травні — червні.

## Поширення
Поширений в Болгарії, Україні, на півдні європейської частини Росії, в Казахстані, Туркменістані.
В Україні поширена в степу і передгір'ях Криму. Спорадично трапляється в Донецькій, Луганський, Кіровоградській, Запорізькій, Херсонській, Миколаївській та Одеській областях. Росте на кам'янистих відслоненнях, крейдових і глинистих схилах, на сухих, змитих, дренованих бідних ґрунтах.

## Охорона
Раритетний вид рослин, занесений Європейського Червоного списку.
В Україні вид перебуває під охороною — він занесений до переліків регіонально рідкісних рослин Донецької, Луганської,  Кіровоградської та Запорізької областей.
Основними негативними факторами є лісорозведення, розробка кар'єрів, рекреація в місцезростаннях виду.
Смілка Гельманна як елемент біорізноманіття охороняється в Луганському і Українському степовому природних заповідниках та ряді інших природно-заповідних об'єктів півдня України.